# 1971 dans les chemins de fer
Chronologie des chemins de fer
1970 dans les chemins de fer - 1971 - 1972 dans les chemins de fer

## Évènements
- 30 avril : dernier trajet du Midnight Special

## Décès
- 30 août. France : Louis Armand, ingénieur et président de la SNCF.